# Zorotypus hubbardi
Zorotypus hubbardi är en jordlusart som beskrevs av Andrew Nelson Caudell 1918. Zorotypus hubbardi ingår i släktet Zorotypus och familjen Zorotypidae. Inga underarter finns listade i Catalogue of Life.